# Лэйн, Харриет
Харриет Ребекка Лэйн Джонстон (англ. Harriet Rebecca Lane Johnston; 9 мая 1830 — 3 июля 1903) — племянница президента Джеймса Бьюкенена и Первая леди США с 1857 по 1861 год.

## Биография
Семья Лэйн была родом из округа Франклина, Пенсильвания. Харриет была дочерью купца Эллиота Тола Лэйна и Джейн Энн Лэйн. Когда ей было 11 лет, она осталась сиротой. Опекуном был назначен Джеймс Бьюкенен. Харриет обучалась в школе-интернате в Чарлстоне, Западная Виргиния, а потом в школе Джорджтаунского женского монастыря в Вашингтоне.

## Первая леди США
Столица приветствовала новую «демократическую королеву» в Белом доме в 1857 году. Она была популярна во время президентства Бьюкенена: женщины копировали её причёску и стиль одежды, а также называли девочек её именем. За время нахождения в Белом доме выступала за улучшение условий жизни коренных американцев в резервации.

## Свадьба
С юных лет Лэйн флиртовала с многочисленными денди, называя их «симпатичными, но ужасно неприятными». Бьюкенен часто предупреждал её насчёт «поспешного вступления в супружескую связь». В 36 лет, с одобрения дяди, Харриет вышла замуж за балтиморского банкира Генри Эллиота Джонстона.

## Смерть
Харриет Лэйн умерла от рака 3 июля 1903 года в Наррагансетте, Род-Айленд. Она похоронена на кладбище Грин-Маунт, Балтимор, Мэриленд.